# Sagadpet
Sagadpet, właśc. Somkid Rakjun (ur. 29 czerwca 1982) − tajski kick-boxer i zawodnik boksu tajskiego. 
W boksie tajskim stoczył ponad 130 zawodowych walk. Był mistrzem Stadionu Lumpini w wadze superpiórkowej i lekkiej oraz Stadionu Rajadamnern w wadze superpiórkowej. Reprezentuje klub Ingram Gym.
3 października 2010 roku zadebiutował w K-1, gdy wystąpił na gali K-1 World MAX 2010 Final 16 w Seulu, będącej eliminacją do finałowego turnieju o mistrzostwo K-1 MAX (70 kg). Przegrał przez niejednogłośną decyzję po dodatkowej rundzie z polskim kick-boxerem Michałem Głogowskim

## Osiągnięcia
- 2006: nagroda Stadionu Lumpinee za najlepsze wai khru roku
- 2006: mistrz Stadionu Lumpinee w wadze lekkiej (135 lb)
- 2005: mistrz Stadionu Lumpinee w wadze superpiórkowej (130 lb)
- 2002: mistrz Stadionu Rajadamnern w wadze superpiórkowej